# Вибори до Сенату США 2024
Вибори до Сенату США 2024 були проведені 5 листопада 2024 року. На цих виборах у Сенат США переобрали сенаторів на 34 місця зі 100.

### Результати виборів до Сенату США
Республіканська партія отримає контроль над Сенатом. 
Сенатори обираються на шість років та поділяються на три класи таким чином, аби кожні два роки по черзі переобирались сенатори того чи іншого класу. У 2024 році будуть вибори сенаторів 1 класу.